# Chop-leach-Verfahren
Als Chop-leach-Verfahren bezeichnet man in der Kerntechnik das Zerschneiden  („Chop“) und Auflösen („Leach“) abgebrannter Brennelemente im Rahmen des Wiederaufarbeitungsprozesses.
Die zur Wiederaufarbeitung anstehenden Brennelemente werden aus dem Lagerbecken am Standort der Wiederaufarbeitungsanlage entnommen, hinsichtlich des Abbrandes ausgemessen und in die Zerlegezelle gefahren. Dort werden mit einer Bündelschere zunächst die Kopf- und Fußstücke der Brennelemente abgetrennt. Anschließend werden die Brennstäbe mit einer massiven Bündelschere in etwa 5 cm lange Stücke zerschnitten. Diese setzen sich aus dem Hüllrohr aus Zirkalloy und dem darin befindlichen Kernbrennstoff zusammen.
Die Brennstabstücke fallen in den mit heißer Salpetersäure gefüllten Auflöser, wo der Kernbrennstoff auf chemischem Wege aus den Hülsen gelöst wird. Die Bestandteile des Kernbrennstoffs (Uran, Plutonium, Abfallstoffe) werden dann mit Hilfe des PUREX-Prozesses voneinander getrennt. Die radioaktiven leeren Hülsen werden getrennt weiterbehandelt.